# 2010年飓风厄尔

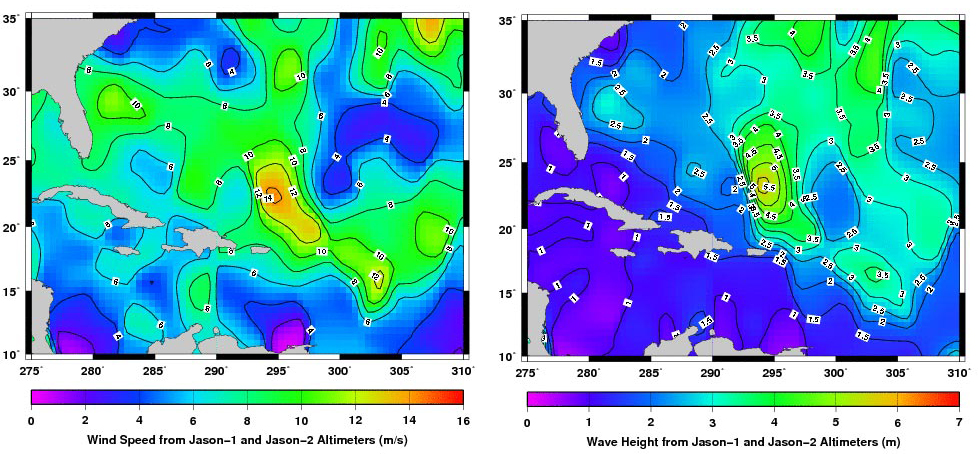
Wave Height and Wind Speed of Hurricane Earl as measured by a three-day composite of data from NASA's Jason-1 and Ocean Surface Topography Mission (OSTM)/Jason-2 satellites, from Aug. 29 to Sept. 1, 2010.

飓风厄尔（英語：Hurricane Earl）是1991年的飓风鲍勃之后首场威胁新英格兰的大型飓风，也是2010年大西洋飓风季形成的第5场获得命名的风暴，第3场飓风和第2场大型飓风。系统源于2010年8月25日佛得角群岛以西的东风波，起初基本朝正西方向移动，仅成形数小时后就达到热带风暴标准。在风速每小时85公里强度下保持了近两天后，厄尔在逼近小安的列斯群岛后开始增强，于8月29日达到飓风标准，再于8月30日晚以大型飓风强度掠过背风群岛。受中等强度西南向风切变影响，气旋转向西北并逐渐减弱，但到9月1日时又已恢复强化趋势。经过重新组织，风暴达到风力时速230公里的最高强度。